# Stipa inconspicua
Stipa inconspicua là một loài thực vật có hoa trong họ Hòa thảo. Loài này được J.Presl miêu tả khoa học đầu tiên năm 1830.